# Vorona, Kovel
Vorona (în ucraineană Ворона) este un sat în comuna Liubîtiv din raionul Kovel, regiunea Volînia, Ucraina.

## Demografie
Componența lingvistică a localității Vorona
     Ucraineană (100%)
Conform recensământului din 2001, toată populația localității Vorona era vorbitoare de ucraineană (100%).